# Piotr Meller-Zakomelski
Pour les articles homonymes, voir Meller.
Le baron Piotr Ivanovitch Meller-Zakomelski (en russe Пётр Иванович Ме́ллер-Закоме́льский) né le 28 octobre 1755, et mort le 9 juin 1823 à Mineralnye Vody, fut un homme politique russe ministre de la Guerre du 6 mai 1819 au 14 mars 1823.